# Der (wirklich) allerletzte Streich der Olsenbande
Der (wirklich) allerletzte Streich der Olsenbande ist eine dänische Kriminalkomödie aus dem Jahr 1998. Es handelt sich um den vierzehnten Film mit der Olsenbande, der 17 Jahre nach dem ursprünglichen Abschluss der Reihe als endgültig letzter Film gedreht wurde. Während der Dreharbeiten verstarben mit Poul Bundgaard ein Hauptdarsteller und mit Tom Hedegaard der Regisseur; dennoch wurde der Film fertiggestellt.

## Handlung
Seit 18 Jahren sitzt Egon als Forschungsobjekt im Institut für theoretische Kriminalität ein, einer psychiatrischen Anstalt für Personen, die als unheilbar kriminell gelten. Nun darf er die Anstalt zum ersten Mal vorübergehend verlassen, um in einer Fernsehtalkshow live über sein Leben zu berichten. Diese Sendung verfolgen auch Benny, der nun schwarz für ein Taxiunternehmen arbeitet, und Kjeld, der mittlerweile im Rollstuhl sitzt und als Witwer in einem Altersheim lebt. Sofort machen sich die beiden, die Egon all die Jahre lang kein einziges Mal besucht haben, auf den Weg zum Fernsehstudio, um ihren ehemaligen Bandenchef zu suchen.
Auf der Suche nach der Toilette im Gebäude von Nordisk Film findet Egon in der Garderobe ein Requisit: einen altmodischen Anzug mit Melone, der im Stil seinem alten entspricht; Egon wechselt unverzüglich seine Bekleidung, um so ungehindert das Gebäude verlassen zu können. Auf der Straße trifft er auf Benny, der ihn überschwänglich begrüßt. Gemeinsam gehen sie zu Kjeld, in dessen Zimmer im Altersheim sie sich treffen. Kjeld hat eine Frau kennengelernt, Ruth, mit der er sich eine gemeinsame Wohnung in Málaga kaufen will. Er hat ihr Aussicht auf ein reiches Erbe aus einer Firmenteilhaberschaft vorgeflunkert und ist nun auf Egons Plan angewiesen, um das Geld auch tatsächlich zu bekommen. Und tatsächlich hat Egon während der langen Zeit in der Psychiatrie etliche Pläne entwickelt, die jedoch alle vom Anstaltsleiter konfisziert wurden und sich noch in dessen Tresor befinden. Die Bande macht sich also daran, diesen Tresor zu knacken, um anschließend den größten von Egons Plänen verwirklichen zu können – den Raub der englischen Kronjuwelen.
Doch nicht nur Benny und Kjeld haben Egon im Fernsehen wiedererkannt, sondern auch Oberstaatssekretär Hallandsen aus dem Justizministerium. Dieser hat ein Problem: In Dänemark ist ein Koffer aufgetaucht, der die hochbrisanten Wandenberg-Dokumente enthält. Sofern diese an die Öffentlichkeit geraten, droht der Zusammenbruch der gesamten Weltordnung, da die Dokumente präzise Auskunft über alle großen Skandale der letzten Jahrzehnte geben. Ein erster Versuch von Hallandsens Assistent Holm-Hansen, die Dokumente aus dem Zentralarchiv des Außenministeriums, wo sie aufbewahrt werden, mit Hilfe zweier Polizisten unauffällig verschwinden zu lassen, ist bereits gescheitert. Durch die Sendung kommt Hallandsen auf die Idee, dass Egon Olsen dem Problem gewachsen wäre, und beauftragt Holm-Hansen, Egon ausfindig zu machen. Holm-Hansen fragt seinerseits Kriminalkommissar Jensen um Rat, der eigentlich längst hätte pensioniert werden sollen, jedoch wegen eines Computerfehlers seit mehreren Jahren darauf wartet. Jensen gibt Holm-Hansen den Rat, den letzten noch in Dänemark verbliebenen Franz-Jäger-Tresor des Modells 1944 zu überwachen, da Egon früher oder später dort auftauchen wird. Das ist der Tresor im Institut für theoretische Kriminalität.
Im Institut verkleidet sich die Olsenbande mit weißen Kitteln als Ärzte. Es gelingt Egon, seine Pläne aus dem Tresor zu holen, wodurch Holm-Hansen alarmiert wird, der ihn sofort davor bewahrt, vom Anstaltsleiter gleich wieder festgesetzt zu werden. Benny und Kjeld flüchten unbemerkt.
Egon wird von Hallandsen beauftragt, die Wandenberg-Dokumente zu stehlen – natürlich gegen eine angemessene Belohnung. Mit zwei Polizisten als Helfern und geschickter Ablenkung des Archivpersonals gelingt Egon der Coup innerhalb weniger Minuten. Doch statt der Belohnung wird er in einen Kerker des Ministeriums gesperrt, wo er wieder einmal vom Dummen Schwein und dessen Neffe Alf beseitigt werden soll. Es gelingt ihm, Benny und Kjeld eine Nachricht zukommen zu lassen, wodurch diese ihn in letzter Minute befreien können.
Hallandsen bringt den Koffer mit den Dokumenten persönlich in die hochmoderne und schwer gesicherte staatliche Aktenvernichtungsanlage. Egon kennt jedoch von mitinhaftierten Ingenieuren deren Sicherheitssysteme und kann mit Benny und Kjeld – sowie mit Hilfe eines Bootshakens, einer Flasche Flüssigseife und einiger anderer Utensilien – den Koffer tatsächlich wiedererlangen. Als Hallandsen davon erfährt, erleidet er einen schweren Schock, schließt sich auf der Toilette ein und spricht mit niemandem mehr. Der Minister ernennt Holm-Hansen zu seinem Nachfolger, der das Dumme Schwein und Alf wieder auf Egon ansetzt.
Als die Olsenbande zur Baustelle der Öresundverbindung fahren will, wo der Koffer ordnungsgemäß übergeben werden soll, steigt statt Kjeld plötzlich Ruth ins Auto ein und behauptet, dass es Kjeld nicht gut gehe und sie ihn vertreten werde. Außerdem wirft sie Egon vor, Kjeld immer um seinen Anteil betrogen zu haben, daher werde sie genau aufpassen. Widerwillig fügt sich Egon.
An der Baustelle angekommen, werden Egon, Benny und Ruth von Alf und dem Dummen Schwein k. o. geschlagen und anschließend in eine Baugrube gebracht, in der sie – einschließlich der Wandenberg-Dokumente und des Koffers mit Egons Plänen – verschüttet werden sollen. Dank Ruths Einfühlsamkeit, mit der sie Alf auf ihre Seite bekommt, und Egons Einfallsreichtum, eine Tür durch ein Guckloch zu öffnen, können sie sich befreien.
Unterdessen trifft ein anderer alter Bekannter in Dänemark ein – Kjelds Sohn Børge, der mittlerweile als international gesuchter Finanzbetrüger in London lebt. Er erfährt von Kjeld, was geschehen ist, und macht sich anschließend auf die Suche nach Egon, Benny und Ruth. Als er auf der Baustelle ankommt, trifft er mit der gerade glücklich entkommenen Bande zusammen. Während er mit Benny das Wiedersehen feiert, fordert Egon von Holm-Hansen die Einhaltung seiner Forderungen, muss aber im nächsten Moment hilflos zusehen, wie Ruth und Alf die Koffer mit Egons Plänen und den Wandenberg-Dokumenten auf einen Baumaterial-LKW werfen, wo sie auf Nimmerwiedersehen verschwinden. Als auch Kommissar Jensen und Assistent Holm eintreffen, die Børge verfolgt haben, ist es Holm-Hansens erste Amtshandlung endlich Kommissar Jensens Pensionierung zu unterschreiben.
Danach reisen Egon, Benny, Kjeld, Ruth und Alf, der ihnen als Butler gefolgt ist, zu Børges Villa in Portugal, um dort einen geruhsamen Lebensabend zu verbringen. Egon will sich an die Ausführung des einzigen Planes machen, der ihm noch geblieben ist, den Diebstahl der Kronjuwelen. Doch er sucht den Plan vergeblich – der davonfahrende Børge hat ihn nun an sich genommen und liest ihn sehr interessiert.

## Entstehungsgeschichte
Im Jahr 1981 wurde mit Die Olsenbande fliegt über die Planke und Die Olsenbande fliegt über alle Berge eine zweiteilige Geschichte zum Abschluss der 13-jährigen Olsenbande-Reihe gedreht. Danach planten die Macher, nie wieder einen Film über die Olsenbande zu drehen. Als Kirsten Walther im Jahr 1987 starb, schien ein weiterer Film endgültig in weite Ferne gerückt, da man einen Olsenbanden-Film ohne Walthers Figur der Yvonne nicht für realisierbar hielt. Dennoch blieb der Wunsch nach einem weiteren Film bei einigen Beteiligten immer vorhanden, besonders bei Poul Bundgaard.
Im Jahr 1996 drehten Sprogøe, Grunwald und Bundgaard für einen dänischen Energieversorger den viereinhalbminütigen Werbespot Olsen-Bandens spareplan, bei dem Erik Balling, der Stammregisseur der Olsenbande, Regie führte. Ermutigt durch diese Erfahrung reifte 1997 der Entschluss noch einen 14. Film der Reihe zu drehen. Henning Bahs schrieb das Drehbuch, während Balling aus gesundheitlichen Gründen am Entstehungsprozess des Filmes nicht teilnahm, aber als Berater fungierte und im Film einen Cameo-Auftritt hatte. Ende 1997 konnte der MDR als Co-Produzent gewonnen werden. Von Seiten des MDR wurde vorgeschlagen, Leipzig als Handlungsort und Uwe Steimle in der Rolle eines sächsischen Kommissars ins Drehbuch aufzunehmen, was aber von Nordisk Film abgelehnt wurde. Am 20. April 1998 begannen die Dreharbeiten, wobei man zunächst alle Innenszenen in den Studios von Nordisk Film drehte.
Einen herben Rückschlag erhielt das Projekt am 3. Juni 1998, als Poul Bundgaard im Alter von 75 Jahren starb. Die Dreharbeiten pausierten für vier Wochen, nachdem die Innenaufnahmen fast abgeschlossen waren. Zunächst erwog man, die Dreharbeiten ganz abzubrechen, nach Gesprächen mit Bundgaards Familie entschied man sich aber für die Fertigstellung des Films. Gerade Bundgaard hatte, obwohl er bereits jahrelang schwer krank gewesen war, immer wieder seinen Wunsch nach einem neuen Olsenbandenfilm geäußert.
Es wurde nach einem neuen Darsteller gesucht, der Bundgaard bzw. die Figur des Kjeld bei den noch ausstehenden Außenaufnahmen doubeln konnte. Nachdem Probeaufnahmen mit einem Laiendarsteller, der Bundgaard täuschend ähnlich sah, unbefriedigend verliefen, wurde der Schauspieler Tommy Kenter verpflichtet, dem durch komplizierte maskenbildnerische Arbeit das Aussehen Bundgaards verliehen wurde. Er spielte Kjeld während einiger noch ausstehender Szenen, während er aus anderen, wie im Finale auf der Öresundbaustelle, ganz herausgeschrieben und durch Ruth ersetzt wurde. Im Original wurde er durch den bekannten dänischen Schauspieler und Stimmenimitator Kurt Ravn synchronisiert.
Nur wenige Tage vor Abschluss der Dreharbeiten starb am 6. August 1998 auch Regisseur Tom Hedegaard, für die restlichen Drehtage übernahm Morten Arnfred seinen Posten. Die letzte Klappe fiel am 24. August 1998.

## Deutsche Synchronisation
Die deutsche Synchronisation des Films fand im April/Mai 1999 im Synchron- und Tonstudio Leipzig statt. Das Dialogbuch wurde erneut von Wolfgang Woizick verfasst, der bereits früher für die DEFA-Dialogbücher mehrerer Olsenbandenfilme verantwortlich war und den Ausdruck „Mächtig gewaltig“ erfunden hatte. Woizick bekam jedoch keine deutsche Rohübersetzung der Dialoge zur Verfügung gestellt, sondern lediglich das dänische Originaldrehbuch und eine englische Übersetzung, weshalb die deutsche Fassung einige Übersetzungsfehler enthält. Die Synchronregie führte Hasso Zorn.
Egon und Kjeld wurden von ihren bekannten DEFA-Synchronstimmen Karl Heinz Oppel und Erhard Köster gesprochen. Als Ersatz für den bereits 1991 verstorbenen Benny-Standardsprecher Peter Dommisch wurde ohne vorheriges Casting Roland Hemmo verpflichtet, was bei vielen Fans auf Unverständnis stieß. Bert Franzke synchronisierte den Kommissar Jensen als Ersatz für den 1997 verstorbenen Dietmar Richter-Reinick, der Theaterschauspieler Matthias Hummitzsch sprach den Kriminalassistenten Holm.
Die deutsche Fassung des Films wurde gegenüber der dänischen um etwa 15 Minuten gekürzt, vermutlich um sie auf das fernsehtauglichere Format von etwa 90 Minuten zu bringen.
Die Veröffentlichung des Films in Deutschland verzögerte sich, da zunächst kein Verleih bereit war, ihn in den deutschen Kinos zu zeigen. Der frühere deutsche Verleih der Olsenbande, Progress, lehnte den Film ab. Schließlich wurde er vom Tübinger Verleih Arsenal übernommen, der ihn am 18. November 1999 ins Kino brachte. Er war fast ausschließlich in Ostdeutschland zu sehen.